# Monika Fioreschy
Monika Fioreschy (Ora, 4 aprile 1947) è un'artista italiana.
Ha studiato pittura e tessitura con Grete Rader-Soulek all'Università di Arti Applicate di Vienna, e in seguito con Emilio Vedova a Salisburgo. 
Nel 1993, dopo aver osservato un'operazione cardiochirurgica, Fioreschy ha cominciato a usare nelle sue opere, al posto dei fili di lana impiegati fino ad allora, dei tubi in silicone per le trasfusioni di sangue. L'artista crea delle superfici con qualità tessili, nelle quali inietta sangue, clorofilla e colore.
Nel 2011 il Museum Ludwig di Coblenza, in Germania, le ha dedicato una retrospettiva intitolata Transformation.

## Pubblicazioni
- 2014 "Interwoven Energy", A cura di Friedhelm Mennekes, Edito da Hirmer Verlag ISBN 978-3-7774-2243-5
- 2012 "3. MediationsBiennale NIEPOJMOWALNE/the unknown", Biennale Internazionale d'Arte di Posen, Polonia
- 2011 A cura di Ludwig Tavernier e Beate Reifenscheid: "Arbeiten/Works Transformation 1969-2011", catalogo della mostra al Ludwig Museum Koblenz, Weimar

## Selezione di mostre personali
- 2011 Ludwig Museum, Coblenza
- 2005 Galleria Civica di Lubiana
- 2002 Museo di Arte Moderna di Passavia
- 1999 The Jerusalem Center for the Performing Arts, Gerusalemme
- 1997 Ludwig-Forum für Internationale Kunst, Aquisgrana
- 1989 Rupertinum, Salisburgo
- 1983 Kunstpavillon, Innsbruck